# Duck Dodgers in the 24½th Century
«Дак Доджерс в 24½ веке» (англ. Duck Dodgers in the 24½th Century) — анимационный комедийный короткометражный мультфильм, созданный в 1952 году на студии Warner Bros. Animation и выпущенный как эпизод Merrie Melodies 25 июля 1953 года. В мультфильме участвуют: Даффи Дак в роли космического героя Дака Доджерса, Порки Пиг в роли его помощника и Марвин Марсианин в роли их врага. Марвин уже появлялся на экране в роли безымянного врага Багза Банни в мультфильме Haredevil Hare (1948) (а также был указан в титрах как Коммандер летающей тарелки X-2 в мультфильме The Hasty Hare 1951 года), но для Дака Доджерса это стало первым полноценным появлением на экране. Доджерс был основан на герое комиксов Баке Роджерсе.
В 1994 году мультфильм занял 4 место в списке «50 величайших мультфильмов». В 2004 году мультфильм был номинирован на «Премия «Хьюго» за лучшую постановку» в категории «Взгляд в прошлое».

## Создатели
Режиссёр фильма Чак Джонс (в титрах указан как Чарльз М. Джонс), сценарист Майкл Мальтезе, всех персонажей озвучивал Мел Бланк, композитор Карл Сталлинг. Анимацией занимались Ллойд Воэн, Кен Харрис и Бэн Уошем; Гарри Лав создавал визуальные эффекты; окружающую обстановку разработал Маурис Ноубл; художник-декоратор Фил Дегард.
В саундтреке использовалась песня Рэймонда Скотта Powerhouse.

## Сюжет
Основу сюжета составляет поиск Даком Доджерсом редкого элемента Иллудия Фасдекса, входящего в состав крема для бритья. В будущем единственное оставшееся месторождение этого элемента находится на загадочной планете «X», которую Доджерс находит, решив последовать от планеты «А» к планетам «В», «С», «D» и так далее по порядку (на всех планетах очертания суши выглядят как буквы алфавита), пока не достиг искомой планеты. Доджерс провозглашает планету «X» принадлежащей Земле. В этот самый момент приземляется Марвин Марсианин (его корабль называется «Марсианская личинка») и провозглашает, что планета принадлежит Марсу. Между двумя героями завязывается битва.
Порки Пиг появляется в этом мультфильме в роли «Нетерпеливого юного космонавта-стажёра» — помощника Дака Доджерса. Вместе с Доджерсом он составляет комический дуэт. Порки Пиг порой делает всю работу вместо Доджерса и всячески мешает злодею, в то время как селезень хвастается. И у Марвина, и у Доджерса есть дезинтегрирующий пистолет; вот только пистолет Даффи сам дезинтегрируется в самый разгар схватки, а пистолет Марвина дезинтегрирует Даффи (к счастью, Порки вовремя приходит на помощь и вновь интегрирует Даффи при помощи интегрирующего пистолета). Даффи в конечном счёте теряет терпение и решает взорвать корабль Марвина, не осознавая, что Марвин готовится сделать то же самое с его судном. Оба активируют своё оружие одновременно, разрушая планету мощным взрывом.
Принимая во внимание период, в который был выпущен этот мультфильм (Красная угроза достигла наибольшего размаха в 50-х годах), некоторые учёные проводили параллели с холодной войной и гонкой вооружений. Они отмечают, что, в конце мультфильма, планета, за которую боролись Дак Доджерс и Марвин Марсианин, оказывается разрушена, причём оставшейся поверхности едва хватает одному Доджерсу, чтобы устоять на ней. На напыщенное провозглашение Доджерсом своей пирровой победы Порки Пиг саркастично отвечает: «Вот невидаль!».

## Сиквелы
- «Duck Dodgers and the Return of the 24½th Century» (1980)
- «Приключения мультяшек: Дак Доджерс-младший», отрывок из эпизода «The Return of the Acme Acres Zone» (1990)
- «Марвин Марсианин в третьем измерении», 3D мультфильм (1996)
- «Attack of the Drones» (2003)
- «Дак Доджерс», телесериал на Cartoon Network (2003—2005)